# Bahnstrecke Zwiesel–Bodenmais
| |                      |                              |                              |
| Streckennummer (DB): | 5820                 |                              |                              |
| Kursbuchstrecke (DB): | 907                  |                              |                              |
| Kursbuchstrecke: | 426g (1946)          |                              |                              |
| Streckenlänge: | 14,585 km            |                              |                              |
| Spurweite: | 1435 mm (Normalspur) |                              |                              |
| Streckenklasse: | C2                   |                              |                              |
| Maximale Neigung: | ca. 22 ‰             |                              |                              |
| Minimaler Radius: | 258 m                |                              |                              |
| Streckengeschwindigkeit: | 60 km/h              |                              |                              |
| Zugbeeinflussung: | PZB                  |                              |                              |
| |                      |                              |                              |
| \| \| \| von Bayerisch Eisenstein \| \| \| \| 0,000 \| Zwiesel (Bay) \| 578 m \| \| \| \| nach Grafenau \| \| \| \| \| nach Landshut (Bay) Hbf \| \| \| \| 2,311 \| Viadukt Reisachmühle (121 m) \| Viadukt Reisachmühle (121 m) \| \| \| 4,568 \| Außenried \| Außenried \| \| \| 5,681 \| Schwarzach (41 m) \| Schwarzach (41 m) \| \| \| 6,262 \| Langdorf \| Langdorf \| \| \| 12,055 \| Böhmhof \| 708 m \| \| \| 14,585 \| Bodenmais (ehem. Bf) \| 673 m \| \| \| \| \| \| \| Quellen: [1][2][3] \| \| \| \| |                      |                              |                              |
| Strecke |                      | von Bayerisch Eisenstein     | von Bayerisch Eisenstein     |
| Bahnhof | 0,000                | Zwiesel (Bay)                | 578 m                        |
| Abzweig geradeaus und nach links |                      | nach Grafenau                | nach Grafenau                |
| Abzweig geradeaus und nach links |                      | nach Landshut (Bay) Hbf      | nach Landshut (Bay) Hbf      |
| Brücke über Wasserlauf | 2,311                | Viadukt Reisachmühle (121 m) | Viadukt Reisachmühle (121 m) |
| Haltepunkt / Haltestelle | 4,568                | Außenried                    | Außenried                    |
| Brücke über Wasserlauf | 5,681                | Schwarzach (41 m)            | Schwarzach (41 m)            |
| Haltepunkt / Haltestelle | 6,262                | Langdorf                     | Langdorf                     |
| Haltepunkt / Haltestelle | 12,055               | Böhmhof                      | 708 m                        |
| Haltepunkt / Haltestelle Streckenende | 14,585               | Bodenmais (ehem. Bf)         | 673 m                        |
| |                      |                              |                              |
| Quellen: |                      |                              |                              |

Die Bahnstrecke Zwiesel–Bodenmais ist eine Nebenbahn in Bayern. Sie zweigt in Zwiesel von der Bahnstrecke Landshut–Bayerisch Eisenstein ab und führt im Bayerischen Wald nach Bodenmais.

## Geschichte

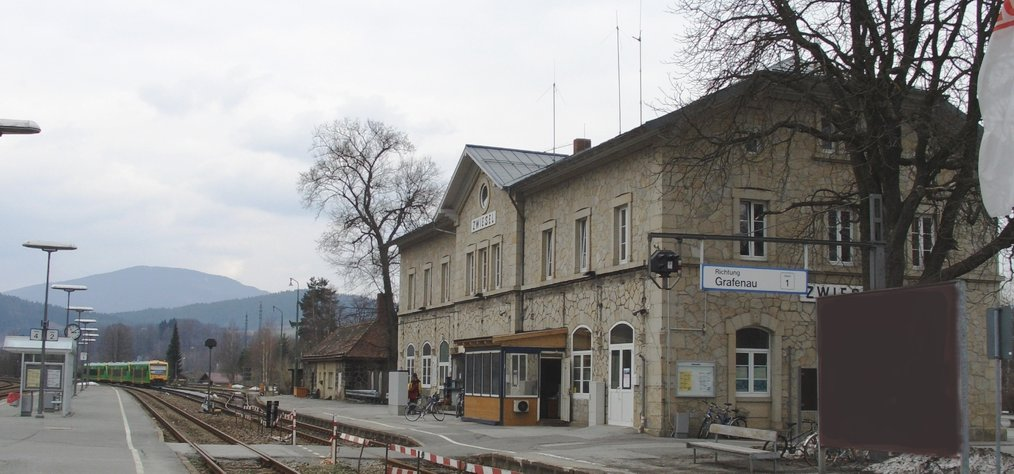
Bahnhof Zwiesel vor dem Umbau (2006)

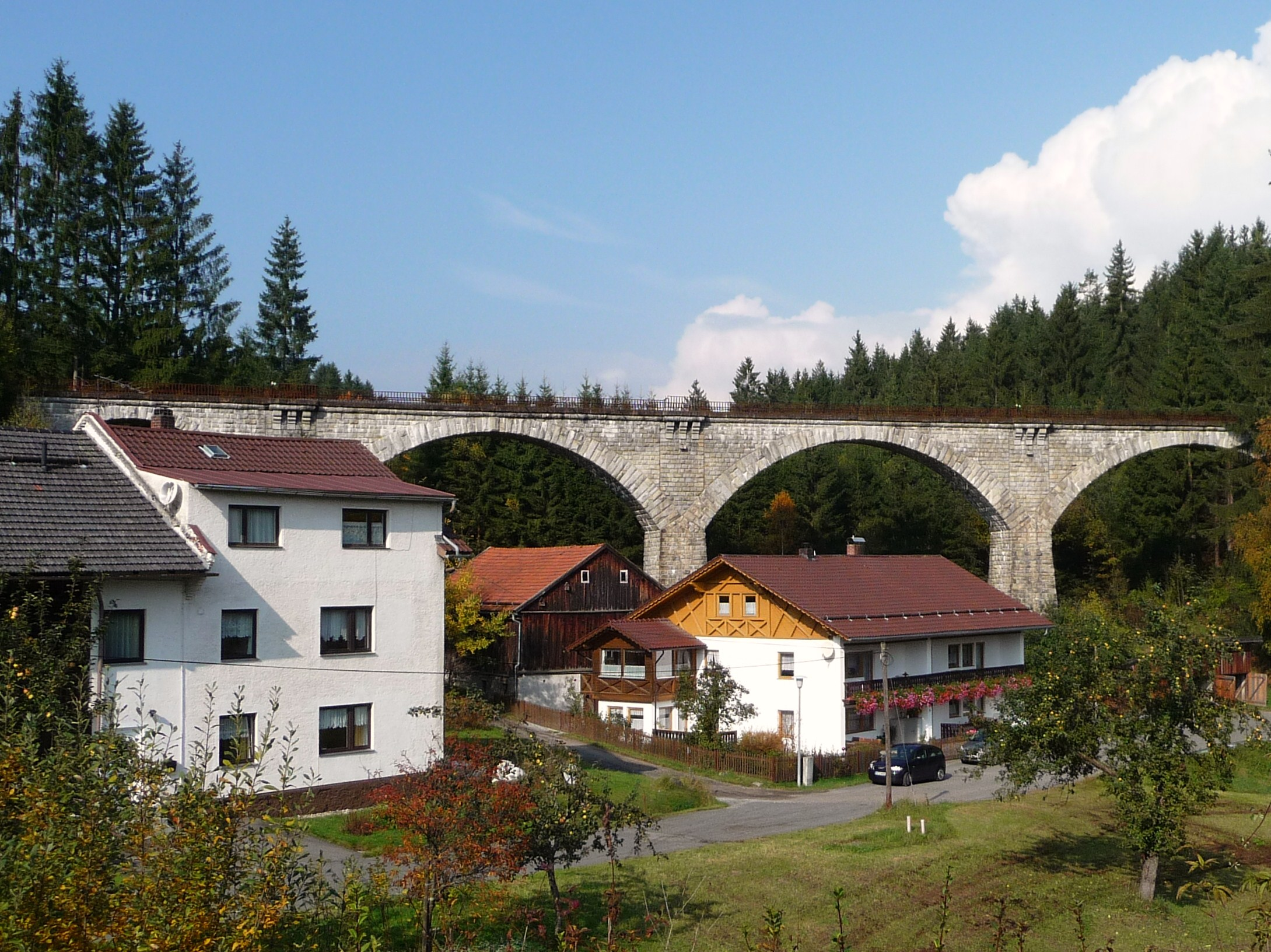
Der Eisenbahnviadukt bei Reisachmühle

Die Strecke wurde ab 1921 im Zuge von Notstandsarbeiten gebaut und am 3. September 1928 in Betrieb genommen. Die 14,5 km lange Stichbahn hat in Zwiesel Anschluss an die am 16. September 1877 eröffnete Bayerische Waldbahn von Plattling nach Bayerisch Eisenstein sowie an die am 1. September 1890 eröffnete Bahnstrecke von Zwiesel nach Grafenau.
Am 9. August 1928 fand eine erste Probefahrt auf der Strecke statt. Bei der feierlichen Eröffnung am 3. September 1928 standen Massen von Menschen an den Bahnhöfen und Haltestellen, und  die neueröffnete Bahn beförderte an diesem Tag rund 2500 Passagiere nach Bodenmais. Alle Redner gaben ihrer Hoffnung Ausdruck, dass die Strecke bald durch das Zellertal verlängert werde.
Der geplante Weiterbau von Bodenmais durch das Zellertal nach Bad Kötzting wurde aber nicht realisiert. Ein Grund hierfür war unter anderem die von der Regentalbahn 1927 eröffnete Verlängerung der Bahnstrecke Gotteszell–Blaibach vom vorherigen Endbahnhof Viechtach weiter bis nach Blaibach, mit der nur wenige Kilometer entfernt eine Verbindung zwischen der Waldbahn und den Strecken um den Bahnhof Cham (Oberpfalz) bestand. Darüber hinaus gab es bedeutende Gegner des Weiterbaus. So wurde der Weiterbau Bodenmais–Bad Kötzting Anfang der 1930er-Jahre mit der Begründung gestrichen, die Gemeinden dort seien sich wegen des Bahnbaus nicht einig.
Schon bald nach der Eröffnung erwies sich die geringe Rentabilität der Strecke. Bereits in den 1960er-Jahren gab es Gerüchte über eine bevorstehende Streckenstilllegung. In den 1970er- und 1980er-Jahren wurde dieses Thema wiederholt in den Medien aufgegriffen. Im Januar 1984 fand eine große Fernsehdiskussion über den Fortbestand der Strecke statt. Am 27. September 1984 erklärte die Bundesbahndirektion Nürnberg, dass sie seit 15 Jahren versuche, eine Entscheidung über die Zukunft der besonders schwach ausgelasteten Strecke Zwiesel–Bodenmais herbeizuführen. Trotz aller Befürchtungen konnte der Bahnverkehr auf der Strecke aufrechterhalten werden.
In den Sommerfahrplänen 1980 bis 1987 verkehrten auf dieser Strecke vom Deutschen Reisebüro durchgeführte Sonderfahrten von Hamburg-Altona nach Bodenmais unter der Bezeichnung Alpen-See-Express. Diese wurden mit Triebwagen der Baureihe 601 durchgeführt. Vereinzelt gab es ab 1983 im Industrieturnusverkehr auch Fahrten von Dortmund nach Bodenmais. In diesem Jahr kam es dadurch zur kuriosen Situation, dass die Schienenbusse der Züge 8470 und 8475 durch die beiden vereinigten Alpen-See-Express-Züge in Bodenmais blockiert waren. Daher wurden diese Sonderfahrten zwischen Zwiesel und Bodenmais für den allgemeinen Verkehr freigegeben, um einen Ersatz zu schaffen. Im darauf folgenden Jahr wurde die Fahrplanlage des Nahverkehrszugs verändert, so dass dies nicht mehr notwendig war.

## Gegenwart

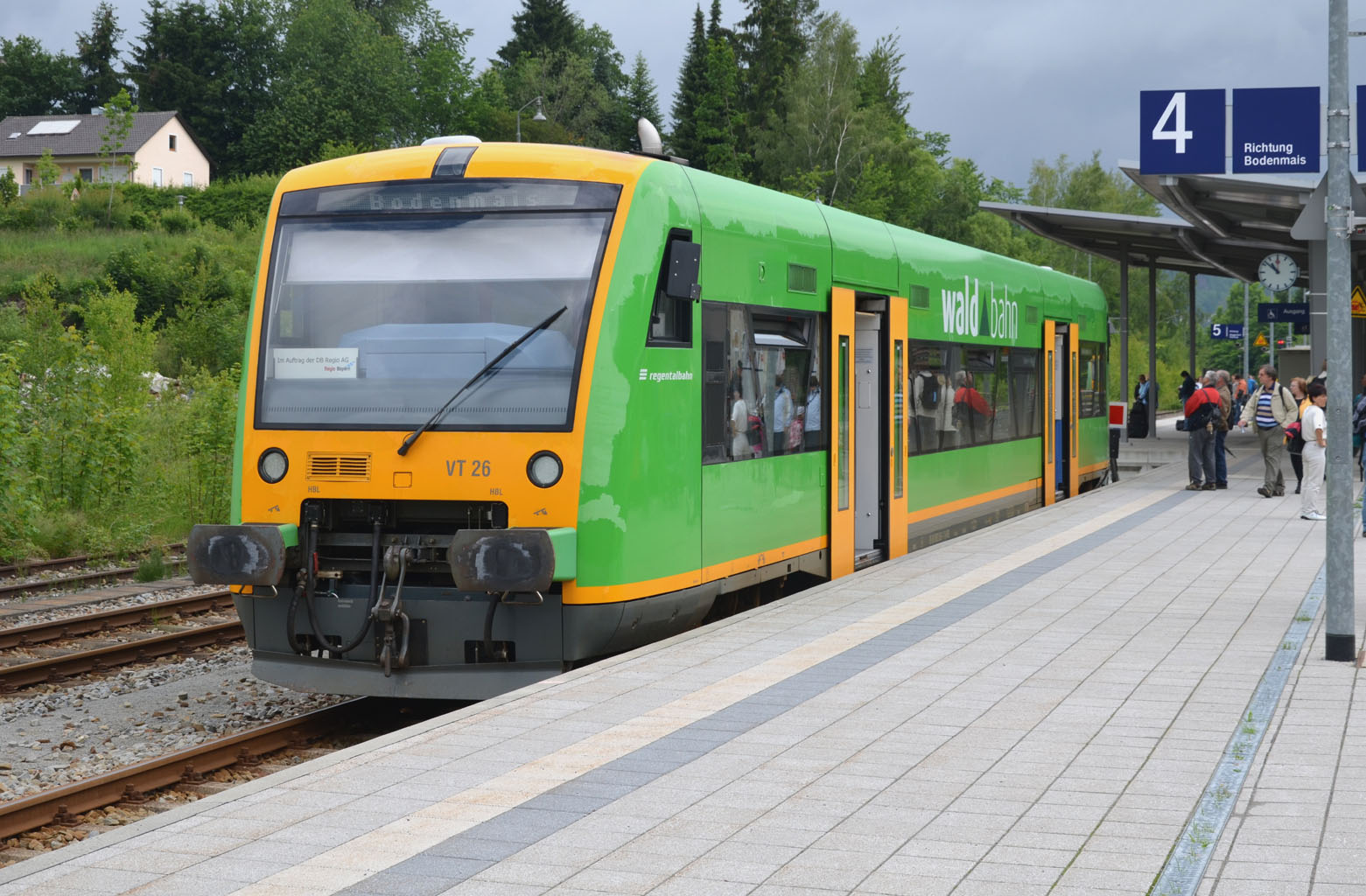
Abfahrbereiter Triebwagen nach Bodenmais in Zwiesel (Juni 2012)

An der Strecke von Zwiesel nach Bodenmais liegen die Bedarfshaltepunkte Außenried, Langdorf und Böhmhof. Mit Personal besetzt ist nur noch der Bahnhof Zwiesel.
Das Bahnhofsgelände in Bodenmais hat 1987 der Markt Bodenmais erworben und dort ein neues Gebäude errichtet, das als Rathaus und Tourist-Info dient.

Auf der Strecke verkehrten in der zweiten Hälfte des 20. Jahrhunderts Uerdinger Schienenbusse. Ab 1993 befuhr die Regentalbahn diese Strecke im Auftrag der DB mit ihren alten Esslinger Triebwagen, seit 1996 im Stundentakt. Der Betrieb wird seit Anfang 1997 von der Regentalbahn mit Triebwagen des Typs Regio-Shuttle durchgeführt, die Fahrzeit beträgt für eine Fahrt 20 Minuten. 

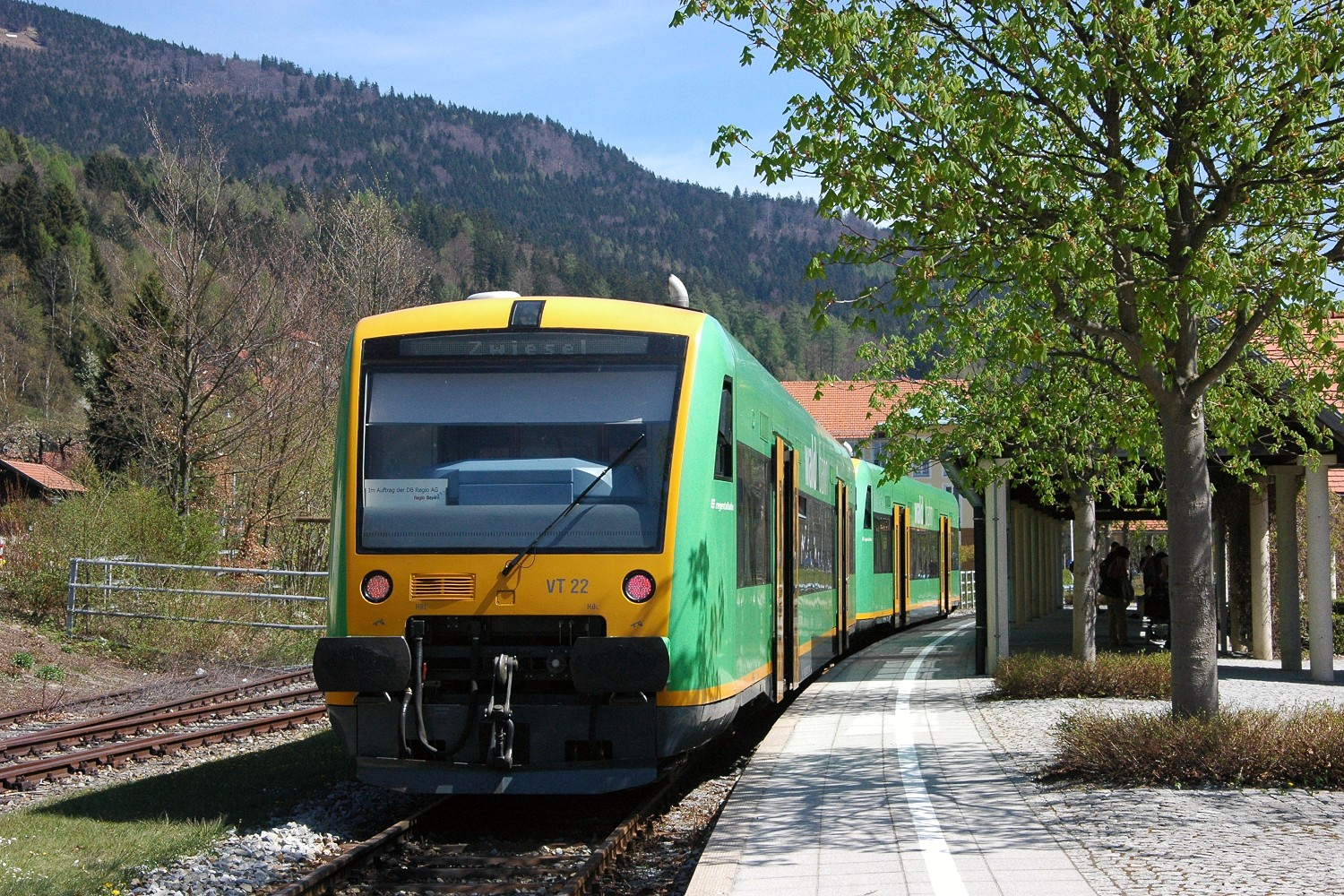
Zwei Dieseltriebzüge der Waldbahn am Endpunkt Bodenmais (2010)

Die Fahrgastzahlen steigerten sich durch die Einführung des Taktknotens in Zwiesel und der Einführung des Bayerwald-Tickets im Zuge des Nationalpark-Verkehrskonzeptes Anfang der 2000er-Jahre. In Zwiesel besteht seitdem stündlich direkter Anschluss in Richtung Bay. Eisenstein, Plattling und Grafenau. Mit Zwiesel (seit 2010) und Langdorf (seit 2011) führten zwei der drei Anliegergemeinden der Strecke das Gästeservice Umweltticket ein.
Vereinzelt führt die Gemeinde Bodenmais in Zusammenarbeit mit Reisebüros Sonderzugverkehr durch. Da diese Züge auf der Strecke aus betrieblichen Gründen die regulären Nahverkehrszüge ersetzen, sind diese zwischen Zwiesel und Bodenmais für den allgemeinen Verkehr freigegeben.
Im Rahmen der Ausschreibung des „Regionalzügenetz Ostbayern“ durch die Bayerische Eisenbahngesellschaft wurde die Zugleistung auch auf dieser Strecke neu vergeben. Der Gewinner, der bisherige DB-Regio Subunternehmer Netinera mit seiner Marke Waldbahn, übernahm im Dezember 2013 den Betrieb. Diese Ausschreibung sieht keine größeren Änderungen für die Zugleistungen auf dieser Strecke vor.
Im Rahmen der Stationsoffensive der Bayerischen Eisenbahngesellschaft und der DB Station&Service sollte auf dieser Strecke ein neuer Haltepunkt Bodenmais Süd zwischen den Straßen Am Sonnenhang und Silberbergstraße entstehen. Die Baukosten für den Bahnsteig werden auf 800.000 Euro geschätzt. Der Marktrat der Gemeinde lehnte Mitte Juli 2015 dieses Projekt aufgrund der finanziellen Mehrbelastung für die Kommune durch Umfeldmaßnahmen in Höhe von 100.000 Euro ab.
Durch die DB Netze wurde im Dezember 2016 das Betriebsverfahren auf der Strecke von Zugleitbetrieb nach Ril 436 (ZLB) auf Ril 408 umgestellt.
Heute verkehren Züge der Waldbahn auf der Linie WBA2 in der Relation Zwiesel–Bodenmais im Stundentakt, wobei ein einziger Zug von Bayerisch Eisenstein als Kurswagen bis Bodenmais verkehrt.

## Sonstiges
- Ein von ProBahn im Zuge der Einrichtung dieses Taktknotens in Zwiesel vorgeschlagener Betriebsablauf mit einer vereinigten Führung der Züge von Zwiesel weiter in Richtung Plattling wurde bis heute nicht verwirklicht. Vorteil dieses Konzepts wären umsteigefreie Verbindungen von Grafenau und Bodenmais zum Fernverkehrsknoten im Bahnhof Plattling.

Es gibt jedoch mehrere Punkte, die dieses Konzept sehr aufwändig gestalten. So könnten die Kapazitäten nicht mehr aufkommensabhängig reguliert werden. Es müssten stets mindestens drei Regio-Shuttles zwischen Zwiesel und Deggendorf verkehren, statt wie bisher zwischen ein und vier Triebwagen. Aufgrund der Bahnsteiglängen, die maximal eine Vierfach-Traktion zulassen, könnten wiederum nach Bodenmais, Grafenau oder Bayerisch Eisenstein maximal auf zwei Ästen nur je ein Regio-Shuttle und auf einem Ast zwei Regio-Shuttles fahren. Insbesondere im Schülerverkehr würden hier die Kapazitäten nicht reichen, daher müsste mit Linienbrechungen, Stärkungen oder Zusatzleistungen gearbeitet werden.
Aufgrund der Schraubenkupplungen an den Regio-Shuttles können diese nicht automatisch getrennt und vereinigt werden. Dies würde einen längeren Aufenthalt am Zwiesler Bahnhof bedeuten. Dies wiederum würde bedeuten, dass in Bodenmais und Grafenau (bzw. bei einem Stundentakt auf dieser Linie in Spiegelau) die Wende- bzw. Kreuzungszeiten nicht mehr ausreichend sind und somit die Strecken ausgebaut werden müssten. Auch müsste der Bahnhof Zwiesel umgebaut werden. Neben Zwischensignalen, um in besetzte Gleise einfahren zu können, müsste auch der Spurplan angepasst werden, da nur das Gleis 5 geeignet ist, um in alle vier Richtungen zu fahren. Für das Konzept müsste außerdem das Gleis 2 so ertüchtigt werden, dass man auch in Richtung Bodenmais ausfahren kann.
- Die Strecke ist in ihrem Bauzustand von 1983 Teil der am 22. Oktober 2006 erschienenen Erweiterung „German Railroads Volume 7 Der Bayerische Wald“ des Microsoft Train Simulators.